# Костёл Посещения Пресвятой Девы Марии (Микелевщина)
Костёл Посещения Пресвятой Девы Марии (бел. Касцёл Адведзін Найсвяцейшай Дзевы Марыі) — католический храм в агрогородке Микелевщина Мостовского района Гродненской области. Находится на юго-восточной окраине агрогородка. Действует.

## История
Костёл под названием Посещения Пресвятой Девы Марии построен на местном кладбище в 1823 году из кирпича на средства Богумила Бутавта-Андрейковича как филиальный Мостовского прихода. Костёл был освящен 8 сентября 1826 года. В 1878 году святыня была реконструирована. Затем к основному объему добавили башню и притвор. В 1911 году костёл получил статус центра самостоятельного прихода. Количество прихожан перед Второй мировой войной составляло более 1300 верующих.
Советская власть отобрала только здание плебании, а костёл остался в эксплуатации и даже получил статус памятника архитектуры.

## Архитектура

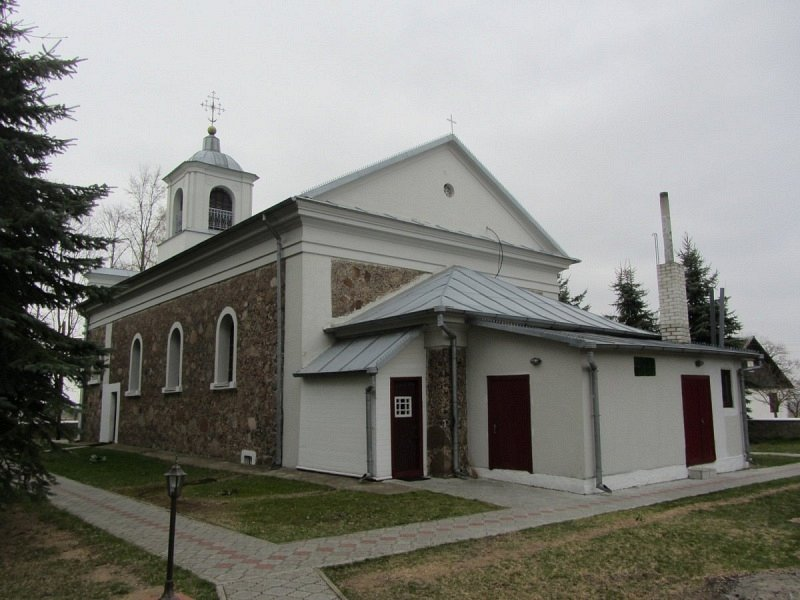
Костёл со стороны апсиды

Костел построен из бутового камня и кирпича (кирпичные элементы внешнего декора — пилястры, наличники окон, карнизы и т. д. — оштукатурены и побелены) в стиле классицизма. Святыня прямоугольная в плане с прямоугольной апсидой, в которой находится ризница, покрыта остроконечной жестяной крышей. Главный фасад завершает антаблемент с небольшим треугольным фронтоном, над которым возвышается четырехъярусная колокольня под фигурным куполом в стиле позднего классицизма. Входной портал по периметру украшен символами христианства, а над дверью находится надпись на латыни: «ET VERBUM CARO FACTUM EST» («И Слово стало плотью»).
Храмовый участок вместе с кладбищем огорожен невысоким бутовым забором с въездными воротами в виде двух невысоких кирпичных и оштукатуренных столбов. За апсидой костёла, среди надгробий, находится часовня, построенная в XIX веке из оштукатуренного кирпича; у неё нет четких стилистических особенностей, она покрыта вальмовой крышей.

## Интерьер

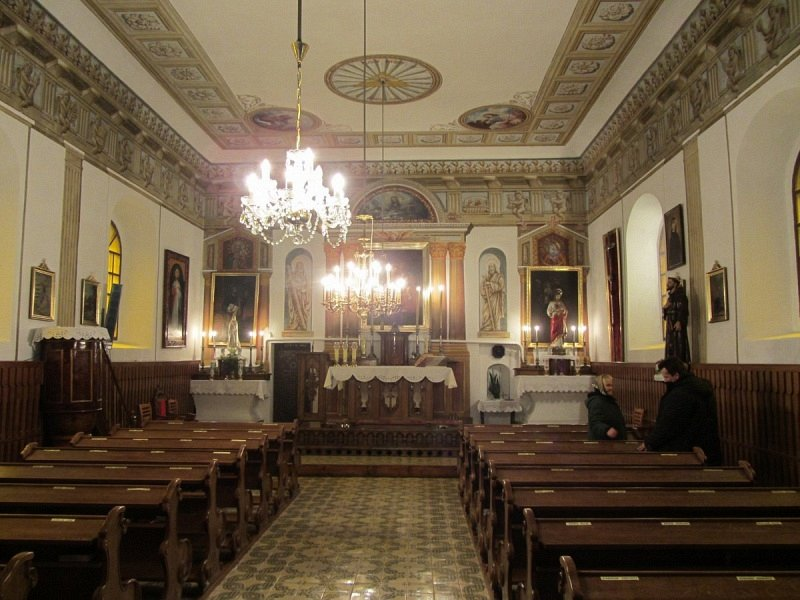
Интерьер

Внутри костёл покрыт плоским оштукатуренным потолком, фресковой росписью — архитектурный карниз с ангелами (верхняя часть стен), кессоны с розетками и медальоны с изображениями евангелистов на потолке. Стены молитвенного зала расписаны архитектурными росписями в стиле классицизма (пилястры, карнизы, фризы) и технике гризайль. В метопах фриза находится несколько десятков одинаковых изображений ангелочков, у каждого из которых в руках определенный сакральный предмет или музыкальный инструмент: монстранция, чаша, плащаница, митра, труба, барабан и т. д.
В костёле три двухъярусных престола, на алтарной стене изображены иллюзорные картины. В главном алтаре помещены икона Встрече Малыша — Иоанна Крестителя и Иисуса (наверху — икона Бога Творца), в левом боковом алтаре — икона св. Иуды Фаддея и фигурка Богоматери Фатимской (наверху — Матерь Божья Ченстоховская), в правом — икона св. Антония и фигура Пресвятого Сердца Иисуса (наверху — Матерь Божья Остробрамская). Между алтарями нарисованы ниши раковины с фигурами св. Петра (слева) и св. Павела.
Органные хоры опираются на трехпролетную арку. Под костёлом был создан склеп, но сейчас он замурован.